# Deutsch-mongolische Beziehungen
Die Beziehungen zwischen der Bundesrepublik Deutschland und der Mongolei gehen vor allem auf die Deutsche Demokratische Republik und die Mongolische Volksrepublik zurück. Dank Ausgabe vieler Stipendien und großen Wirtschaftshilfen zur Zeit des Kalten Krieges, ist die deutsche Kultur auch heute noch fest in der Mongolei verankert. So sprechen noch ca. 30.000 Mongolen die deutsche Sprache. Deutschland ist zudem mit einem bilateralen Handelsvolumen von 126 Millionen Euro nach Großbritannien der wichtigste Handelspartner der Mongolei in der Europäischen Union.

## Geschichte
Die erste Begegnung zwischen den deutschen Völkern und den Mongolen fand 1241 bei der Schlacht von Liegnitz statt. Trotz eines Sieges der Mongolen zogen sich die Truppen des mongolischen Prinzen Baidar Khan in Richtung Ungarn zurück.

### Erste Kontakte (1776–1930)
Die nächste Begegnung fand erst 1776 statt, als Peter Simon Pallas seine Arbeit „Sammlung historischer Nachrichten über die mongolischen Völkerschaften“ publizierte. In den folgenden Jahrzehnten wurden weitere Werke zur Mongolei und ihrer Kultur von verschiedenen Schriftstellern veröffentlicht.
1909 unternahm der deutsche Ethnograph und Forschungsreisende Walther Stötzner eine Expedition, die auch in die Mongolei und nach Kleinasien gehen sollte. Zu dieser Zeit war die Mongolei noch eine Provinz Chinas. Diese war zu dieser Zeit noch ein waghalsiges Unternehmen. Stötzner reiste zunächst vom Kaukasus über Buxoro und Samarqand bis Taschkent und mit der Bahn weiter nach Sibirien, um dann von Bijsk (Südsibirien) auf eigenen Pferden quer über das Altaigebirge und durch die ganze, weite Mongolei bis Peking zu reiten.
1921 wurde im damaligen Niislel chüree (heute Ulaanbaatar) die erste deutsch-mongolische Handelsgesellschaft gegründet. Im Zuge dessen errichteten deutsche Geschäftsmänner die ersten Handelsfilialen in der Mongolei. Wenig später wandten sich auch Diplomaten der Mongolei zu. In den folgenden Jahren wurden vor allem deutsche Maschinen in die Mongolei exportiert.
Im Jahre 1924 und 1926 engagierte sich der mongolische Kultusminister Erdeniin Batuchan in der Weimarer Republik für mongolische Schüler und Studenten in Deutschland.
Im gleichen Jahr noch spannten sich die deutsch-mongolischen Beziehungen aufgrund von Spionageanschuldigungen gegenüber deutschen Kaufleuten stark an. Dies ist vor allem auf den sich in der Mongolei ausbreitenden Stalinismus, welcher Deutsche als negativen kapitalistischen Einfluss sah, zurückzuführen. Bis 1930 hatten sich alle deutschen Kaufleute aus der Mongolei zurückgezogen.

### Beziehungen zwischen der DDR und der Mongolei (1950–1990)

#### Politik
Bis 1950 gab es keine diplomatischen Beziehungen der deutschen Staaten zur Mongolei. Am 13. April 1950 wurden diese seitens der DDR aufgrund gleicher Ausrichtung der politischen Ideologie als Teil des Ostblocks wieder aufgenommen. Die engen Beziehungen beider Staaten drückten sich vor allem durch Wirtschaftshilfen und Stipendien für mongolische Studenten in Deutschland aus. Während des Bestehens der DDR fand eine Vielzahl an Staatsbesuchen beider Seiten statt, um die Beziehung beider Staaten zu stärken. So wurde die DDR zum wichtigsten Partner der Mongolei in Europa.
Im Folgenden eine Auflistung der wichtigsten Staatsbesuche zwischen der DDR und der Mongolei:
| Datum | Name                    | Amt                                                         | Besuchsort | Grund                                                                   |
| ----- | ----------------------- | ----------------------------------------------------------- | ---------- | ----------------------------------------------------------------------- |
| 1955  | Otto Grotewohl          | DDR-Ministerpräsident                                       | Mongolei   | Aufnahme von Handelsbeziehungen                                         |
| 1957  | Jumdschaagiin Tsedenbal | Erster Sekretär der Mongolischen Revolutionären Volkspartei | DDR        | Abschließen des Freundschaftsvertrages                                  |
| 1960  | Heinrich Rau            | Stellvertretender Ministerpräsident & Handelsminister       | Mongolei   |                                                                         |
| 1968  | Willi Stoph             | DDR-Ministerpräsident                                       | Mongolei   | Abschließen des erweiterten Freundschafts- und Zusammenarbeitsvertrages |
| 1969  | Jumdschaagiin Tsedenbal | Erster Sekretär der Mongolischen Revolutionären Volkspartei | DDR        | Gast des 20. Jahrestages der DDR                                        |
| 1973  | Erich Honecker          | Generalsekretär der SED                                     | Mongolei   | Verlängerung des Freundschafts- und Zusammenarbeitsvertrags             |
| 1977  | Jumdschaagiin Tsedenbal | Erster Sekretär der mongolischen Revolutionären Volkspartei | DDR        | Unterzeichnung eines neuen Freundschafts- und Zusammenarbeitsvertrages  |

#### Wirtschaft, Bildung und Wissenschaft
Durch den Besuch des DDR-Ministerpräsidenten Otto Grotewohl im Jahre 1955 wurden Handelsbeziehungen zwischen den beiden Staaten aufgebaut. Diese beruhten vor allem auf Entwicklungshilfen seitens der Deutschen Demokratischen Republik. Im Zuge dessen, wurden zwischen 1960 und 1984 viele verschiedene Fabriken, unter anderem eine Streichholzfabrik, eine Teppichfabrik und ein Fleischkombinat, errichtet. Auch stimmten die DDR und die Mongolei einer Zusammenarbeit auf dem Gebiet des Bergbaus zu. Zudem wurde im November 1968 ein Ausschuss für wirtschaftliche und wissenschaftlich-technische Zusammenarbeit gegründet und im September 1973 eine gegenseitige Anerkennung von Schul- und Universitätsabschlüssen vereinbart.

### Beziehungen zwischen der BRD und der Mongolei (1974–2000)

#### Vor der Wiedervereinigung (1949–1990)
Die Bundesrepublik Deutschland nahm am 31. Januar 1974 erstmals Kontakt mit der Mongolei auf und bemühte sich um diplomatische Beziehungen. Im Jahre 1989 wurden in München etwa 300 Exponate aus mongolischen Museen über die „Kunst und Kultur des mongolischen Reitervolkes“ ausgestellt.

#### Nach der Wiedervereinigung (1990–2000)

##### Politik
Seit der Wiedervereinigung der Wiedervereinigung der Bundesrepublik Deutschland finden eine Vielzahl von Besuchen verschiedener hochrangiger deutscher und mongolischer Politiker und Delegationen statt, um die diplomatischen Beziehungen zwischen Deutschland und der Mongolei zu stärken.
Im Folgenden eine Auflistung der wichtigsten Staatsbesuche von 1990 bis 2000:
| Datum          | Name                               | Amt                                                | Besuchsort  |
| -------------- | ---------------------------------- | -------------------------------------------------- | ----------- |
| September 1990 | Regierungsdelegation               | BMZ                                                | Mongolei    |
| Juni 1991      | Tserenpiliyn Gombosüren            | Mongolischer Außenminister                         | Deutschland |
| September 1991 | Dieter-Julius Cronenberg           | Vizepräsident des Deutschen Bundestages            | Mongolei    |
| Februar 1992   | Daschiin Bjambasüren               | Ministerpräsident der Mongolei                     | Deutschland |
| Juli 1992      | Helmut Schäfer                     | Staatsminister im Auswärtigen Amt                  | Mongolei    |
| August 1992    | Carl-Dieter Spranger               | Bundesminister des BMZ                             | Deutschland |
| Januar 1993    | Natsagiin Bagabandi                | Mongolischer Parlamentspräsident                   | Deutschland |
| November 1994  | Lchamsürengiin Enebisch            | Stellvertr. Ministerpräsident                      | Deutschland |
| Dezember 1994  | Tschoidschilsürengiin Pürewdordsch | Stellvertr. Ministerpräsident                      | Deutschland |
| Februar 1995   | Dschambyn Gombodschaw              | Stell. Vorsitzender des mongolischen Parlaments    | Deutschland |
| Juli 1995      | Burkhard Hirsch                    | Vizepräsident des Deutschen Bundestages            | Mongolei    |
| September 1995 | Punsalmaagiin Otschirbat           | Staatspräsident der Mongolei                       | Deutschland |
| Februar 1996   | Tschoidschilsürengiin Pürewdordsch | Stellvertr. Ministerpräsident                      | Deutschland |
| Mai 1996       | Luwsandschawyn Nandsad             | Justizminister der Mongolei                        | Deutschland |
| September 1996 | Klaus Kinkel                       | Bundesminister des Auswärtigen                     | Mongolei    |
| Oktober 1996   | Radnaasümbereliin Gontschigdordsch | Mongolischer Parlamentspräsident                   | Deutschland |
| Dezember 1996  | Dschügneegiin Amarsanaa            | Justizminister der Mongolei                        | Deutschland |
| September 1997 | Schücheriin Altangerel             | Mongolischer Außenminister                         | Deutschland |
| September 1997 | Tschültem Lchagwadschaw            | Minister für Bildung und Wissenschaft der Mongolei | Deutschland |
| März 1998      | Puntsagiin Tsagaan                 | Finanzminister der Mongolei                        | Deutschland |
| Mai 1998       | Sandschaasürengiin Dsorig          | Minister für Infrastruktur der Mongolei            | Deutschland |
| September 1998 | Roman Herzog                       | Deutscher Bundespräsident                          | Mongolei    |
| September 1999 | Njam-Osoryn Tujaa                  | Außenministerin der Mongolei                       | Deutschland |

##### Wirtschaft
Am 22. August 1994 verabschiedeten die Bundesrepublik Deutschland und die Mongolei ein Doppelbesteuerungsabkommen, um die Doppelbesteuerung von deutschen bzw. mongolischen Staatsangehörigen zu vermeiden.
Ein Jahr später, im Oktober 1995, unterzeichneten beide Staaten ein Abkommen zur finanziellen Zusammenarbeit.
Eine Delegation des Ausschusses für wirtschaftliche Zusammenarbeit und Entwicklung des Deutschen Bundestags reiste im März 1998 in die Mongolei.

##### Kultur und Bildung
Im Zeitraum von Mai bis Juni 1995 tagte in Ulan Bator die gemischte Deutsch-mongolische Kulturkommission unter Leitung von Peter Truhart.
Am 16. September 1997 wurde zwischen Deutschland und der Mongolei ein Abkommen zum kulturellen Austausch und zur Zusammenarbeit unterzeichnet.

### Menschen mit mongolischen Wurzeln in Deutschland
- Munkhbayar Dorjsuren (* 1969), Sportschützin
- Gan-Erdene Tsend (* 1979), Künstler
- Galsan Tschinag (* 1943), Schriftsteller

### Beziehungen zwischen der BRD und der Mongolei (ab 2000)
Höhepunkte der diplomatischen Beziehungen zwischen Deutschland und der Mongolei sind der Besuch des Deutschen Bundespräsidenten Roman Herzogs in der Mongolei im Jahr 1998 und des Mongolischen Staatspräsidenten Natsagiin Bagabandi in Hannover im Jahr 2000 zum Anlass der Expo 2000.
Im Jahr 2001 fand im mongolischen Außenministerium in Ulan Bator die erste Konferenz des Mongolisch-Deutschen Forums statt, welche als fachübergreifendes Diskussionsforum für einen freien Gedankenaustausch fungiert. So sollen neue Möglichkeiten für die Zukunft der Zusammenarbeit beider Länder entstehen.
2007 unterzeichneten beide Staaten ein Abkommen zur finanziellen Zusammenarbeit, das vor allem aus finanziellen Mitteln bestand und den Wirtschafts- und Finanzsektor der Mongolei stärken sollte.
Bundespräsident Horst Köhler besuchte 2008 die Mongolei und unterzeichnete eine „Gemeinsame Erklärung über die umfassenden partnerschaftlichen Beziehungen zwischen Deutschland und der Mongolei“. Die Erklärung untermauert das Bestreben beider Staaten zur Verbesserung der politischen, wirtschaftlichen und kulturellen Beziehungen.
2011 reiste Angela Merkel als erste Bundeskanzlerin in die Mongolei und unterzeichnete dort ein „Abkommen zwischen der Regierung der Bundesrepublik Deutschland und der Regierung der Mongolei über Zusammenarbeit im Rohstoff-, Industrie- und Technologiebereich“. 2013 begann der Unterricht an der Deutsch-Mongolische Hochschule für Rohstoffe und Technologie.
Zum Anlass des 40-jährigen Jubiläums der deutsch-mongolischen Beziehungen besuchte der Bundesminister des Auswärtigen Frank-Walter Steinmeier im Juli 2014 die Mongolei, um die Beziehungen der beiden Staaten zu stärken.
2015 war die Mongolei offizielles Partnerland für die Internationale Tourismus-Börse Berlin. Zu diesem Anlass reiste der mongolische Präsident Tsachiagiin Elbegdordsch nach Deutschland und traf sich dort unter anderem mit Angela Merkel, um Gespräche über den derzeitigen Stand der Beziehungen zu führen. Im Oktober 2015 besuchte Bundespräsident Joachim Gauck die Mongolei.
Am 31. Januar 2024 bestehen die diplomatischen Beziehungen zwischen der Mongolei und der Bundesrepublik Deutschland seit 50 Jahren.
Vom 6. bis 8. Februar 2024 besuchten Bundespräsident Frank-Walter Steinmeier und Elke Büdenbender die Mongolei. Am 7. Februar 2024 trafen sie in Ulaanbaatar den mongolischen Präsidenten Uchnaagiin Chürelsüch und seine Frau.

## Diplomatische Vertretungen

### Vertretungen der Bundesrepublik Deutschland in der Mongolei
- Deutsche Botschaft Ulan Bator (Baga Toiruu-2, Negdsen Undestnii Gudamj 16, Ulan Bator 14201)[28]

### Vertretungen der Mongolei in der Bundesrepublik Deutschland
- Mongolische Botschaft Berlin (Hausvogteiplatz 14, D-13156 Berlin)
- Generalkonsule der Mongolei:
  - Am Wall 137-139, D-28195 Bremen
  - Kleine Brüdergasse 5, D-01067 Dresden
  - Lokstedter Weg, D-20251 Hamburg
  - Reitmorstraße 15, D-80538 München
  - Messepiazza 1, D-70629 Stuttgart[29]